# 阿部養庵堂薬品
株式会社阿部養庵堂薬品（英: Abe Yoando Pharma Co., Ltd.）は東京都足立区に本社を置く日本製のサプリメントや化粧品の製造開発・販売を主な事業とする日本の企業である。旧社名はノルデステ。

## 概要
1731年（享保16年）創業の老舗企業。会社設立は1984年（昭和59年）。
現在は抗加齢研究に力を注ぎ、アンチエイジング関連商品を主に販売している。同社のコーポレートスローガンは「若さを養い、生命（いのち）を磨く」である。

## 歴史

### 創業家について

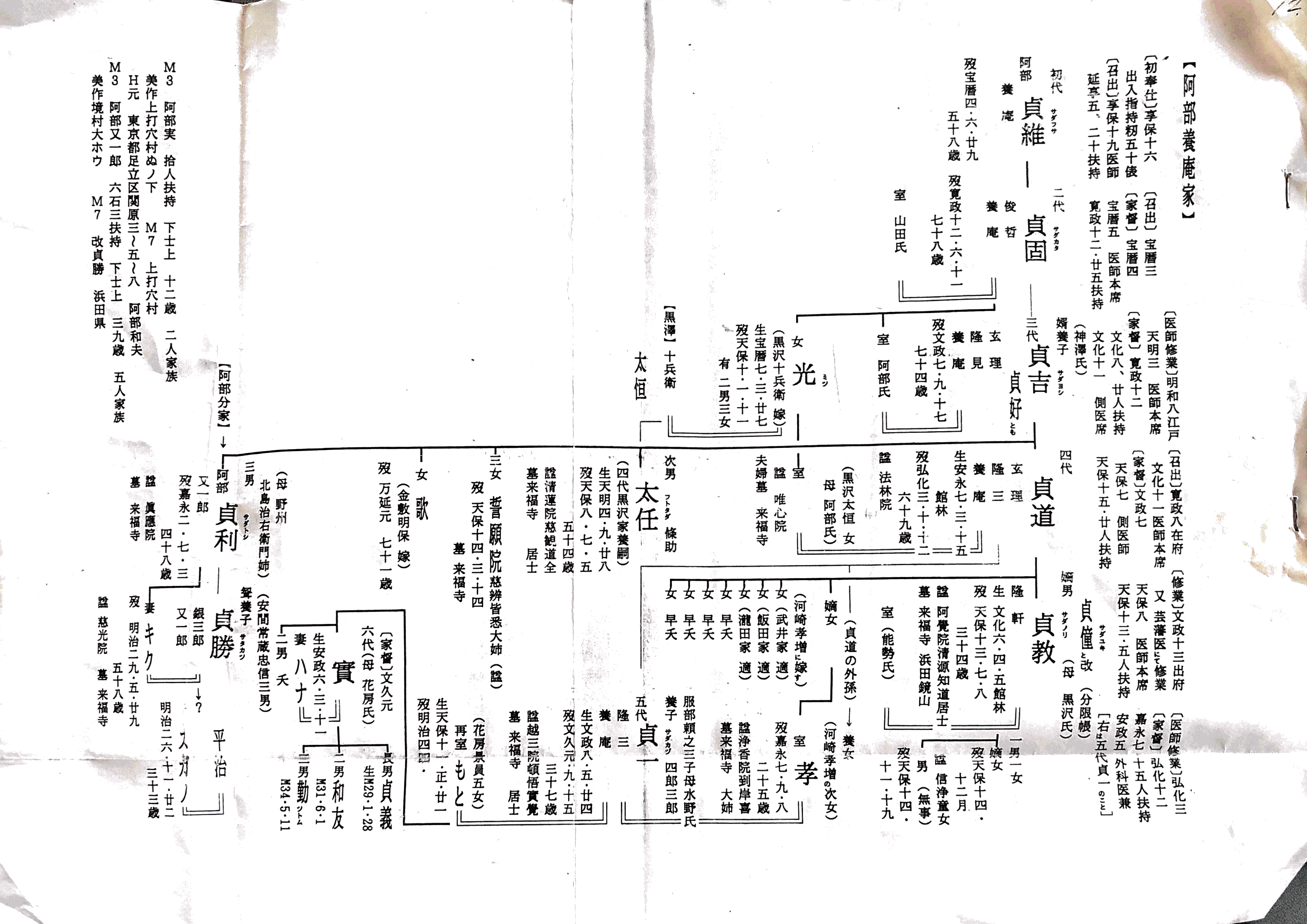
阿部養庵貞維家系図

阿部養庵堂薬品の創業家初代の阿部養庵貞維は、享保年間に陸奥国で漢方医として開業した。1731年（享保16年）に棚倉藩の越智松平家の御典医となる。阿部養庵堂薬品ではこの年を創業年としている。越智松平家は1746年（延享3年）に上野国館林藩、1836年（天保7年）に石見国浜田藩へと移るが、阿部家はこれに従い、二代目・貞固、三代目・貞好、四代目・貞道の時代はいずれも越智松平家の御側医師を務めた。
五代目・貞一は1856年（安政3年）に緒方洪庵の適塾へと入塾し、福澤諭吉らとともに蘭学を学ぶとともに、エドワード・ジェンナーが開発した天然痘ワクチンの国内普及に尽力したとも伝えられる。貞一は華岡青洲の合水堂で外科手術も学び、浜田藩に戻った後は外科医として活躍したが、37歳でこの世を去った。
2歳で家督を継いだ六代目・實は9歳で明治維新を迎え、動乱の中で越智松平家と家臣団は美作国鶴田藩へと逃れる。当時は西洋医学が主流となる時代にあり、實は導入されたばかりの薬舗開業試験に合格して1887年（明治20年）に東京で薬剤師となる。
七代目・和友は1923年（大正12年）に発生した関東大震災の復興に際し、まだ目新しかった電気インフラの普及事業に取り組んだ。
八代目・和夫は赤痢・チフス・食中毒・消化不良などに効果があるとされる「古式梅肉エキス」を、一般に普及させるべく濃縮して瓶に詰めて1960年（昭和35年）に発売し、これが後のサプリメント製造販売事業の源流となった。
九代目・和重はブラジルで病気に罹り現地の病院に入院した際に、現地のミツバチが作る防衛成分「プロポリス」を知る。現地で薬剤師をしていた女性と知り合い結婚、帰国すると南米の健康原料を日本に広めるために1984年（昭和59年）に有限会社ノルデステを設立した。

### 沿革
- 1731年（享保16年）：阿部養庵貞維（初代）が漢方薬調剤・処方医として松平家の御典医となる。
- 1984年（昭和59年）：阿部和重が有限会社ノルデステを設立。健康食品の販売を開始。
- 1985年（昭和60年）：ブラジル産プロポリス製品の販売開始。
- 2014年（平成26年）：健康食品の受託開発製造（OEM）を開始。
- 2017年（平成29年）：化粧品の受託開発製造（OEM）を開始。十代目・阿部朋孝が代表取締役に就任。
- 2019年（平成31年）：NMN製品の販売を開始。
- 2020年（令和2年）：有限会社から株式会社へと移行。
- 2023年（令和4年）：社名を株式会社阿部養庵堂薬品に変更。